# Aifric Keogh
Aifric Keogh (n. 9 iulie 1992, Na Forbacha⁠(d), Connacht⁠(d), Irlanda) este o canotoare ce a reprezentat Irlanda, medaliată olimpică. A participat la o ediție a Jocurilor Olimpice (2020) în care a câștigat o medalie de bronz.

## Participări
Lista de mai jos prezintă principalele competiții la care a participat Aifric Keogh de-a lungul carierei.
- Canotaj la Jocurile Olimpice de vară din 2020 - Patru rame fără cârmaci feminin[2]